# Lőpor híd

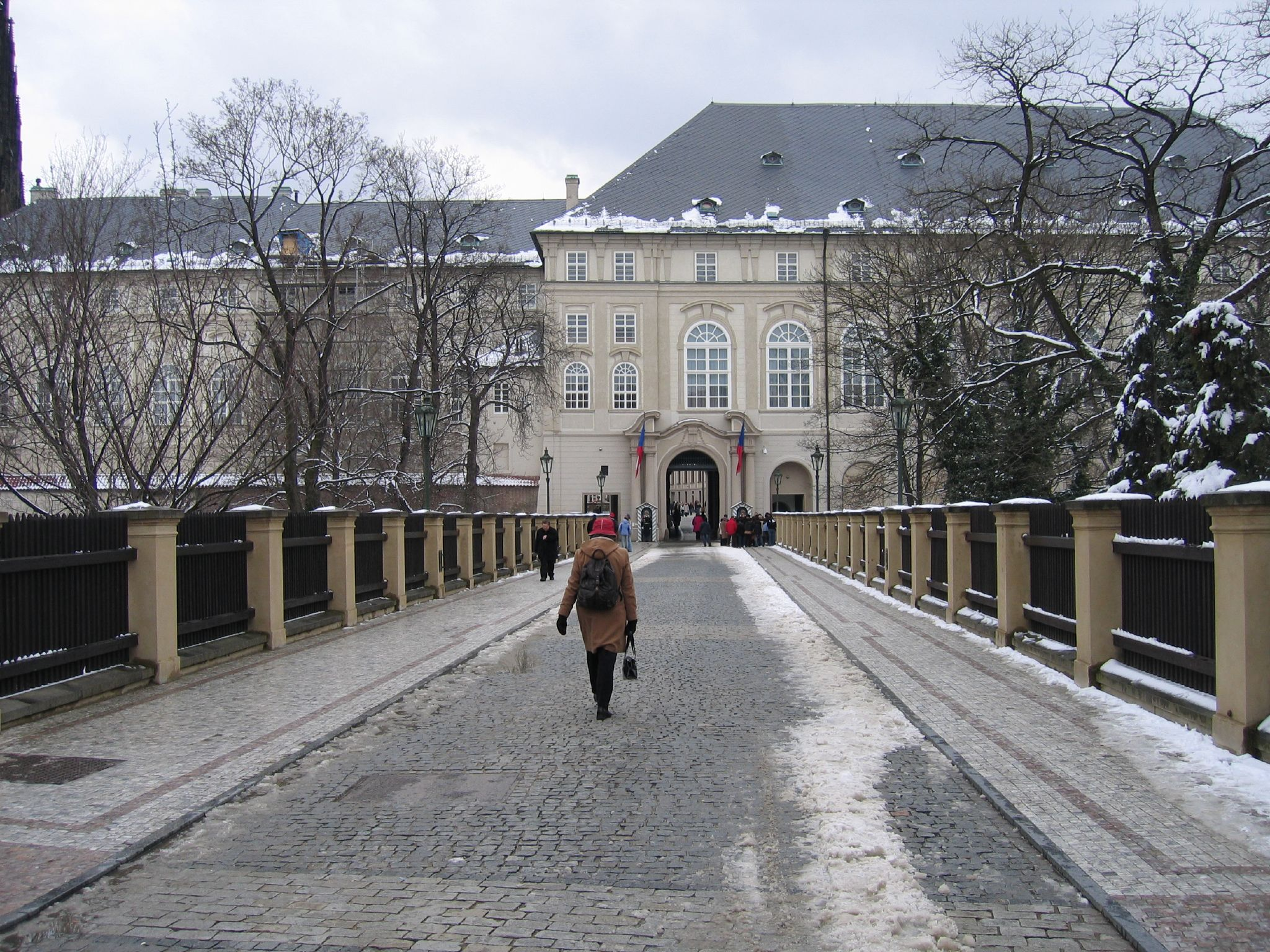
A Lőpor-híd a prágai vár oldalbejáratával

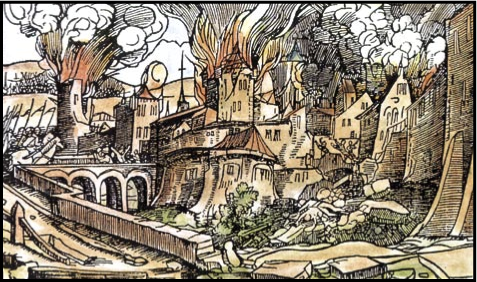
Heynrich Steyer metszete az 1541-es prágai tűzvészről; előtérben a Lőpor-híddal

A Lőpor hidat (csehül: Prašný most) I. Ferdinánd építtette 1536-ban a Szarvas-árok fölé, hogy a prágai várból könnyebben átjuthasson az ároktól északra 1534-ben kialakíttatott Királyi kertekbe. A pilléreken átvezett hídon fedett folyosó vezetett végig.
Miután a Második udvar északi szárnyán Ferdinánd (később II. Rudolf) díszes istállóiból kiköltöztették a lovakat, az épület közepén alagutat vezettek át a hídhoz; ez lett a vár máig használatos oldalbejárata. Nevét onnan kapta, hogy ezen szállították a puskaport a vár lőporraktárának berendezett Mihulka-toronyba.
1769-ben a Szarvas-árok híd alatti részét feltöltötték, és ezzel a hidat utcává alakították. A patakot 1899-ben(?) zárt csatornában vezették át a töltés alatt. Az egykori híd ma a Lőporhíd utca (csehül: U Prašného mostu) vége.
A második Csehszlovákia felbomlása után Václav Havel köztársasági elnök megbízta Josef Pleskot építészt, hogy tervezzen egy, az árkon végigvezető gyalogutat. A híd töltésén az ösvény ellipszis keresztmetszetű alagútban halad át. A vasbeton alagút falát rövid oldalukra állított téglák burkolják és a járófelületbe süllyesztett lámpatestek világítják meg. Az alagút 2004-ben elnyerte a European Brick Award díját.